# Orthopsyllus similis
Orthopsyllus similis är en kräftdjursart som beskrevs av Nicholls 1942. Orthopsyllus similis ingår i släktet Orthopsyllus och familjen Orthopsyllidae. Inga underarter finns listade i Catalogue of Life.